# Maria I di Guisa
Maria di Lorena (Parigi, 15 agosto 1615 – Parigi, 3 marzo 1688) fu l'ottava e ultima duchessa di Guisa, duchessa di Joyeuse e principessa di Joinville dal 1675 al 1688.

## Biografia
Maria era figlia di Carlo I di Guisa e di Enrichetta Caterina di Joyeuse. Tutti i progetti relativi a un suo matrimonio fallirono e lei rimase nubile e senza figli. Il 16 marzo 1675, a soli quattro anni, si spense Francesco Giuseppe di Guisa, l'ultimo rampollo maschio della grande casata francese. Maria, che era la prozia di Francesco Giuseppe, in quanto sorella di suo nonno Luigi di Guisa, era l'unica erede della famiglia e tutti i titoli passarono a lei.
Fu in ottimi rapporti con la madre del defunto Francesco Giuseppe, Elisabetta d'Orléans, detta Madame de Guise, figlia di Gastone d'Orléans, il fratello del re di Francia Luigi XIII. Quest'ultima e Maria, dopo la morte del bambino, si dedicarono a opere di carità nel nome della Santa Vergine e di Gesù. Inoltre, si preoccuparono del grave problema dell'analfabetismo e promossero l'educazione infantile: furono le patrone della Casa del Bambin Gesù e dell'Istituto di scuole caritatevoli del San Bambin Gesù, due istituzioni benefiche fondate nel 1675.
Maria fu anche una grande mecenate e amante della musica: all'Hôtel de Guise, dove viveva, ospitava un gran numero di musici e cantori; in particolar modo favorì la carriera di Marc-Antoine Charpentier, il più grande compositore di musica sacra francese del suo tempo.
Non avendo figli, lasciò per legato la sua eredità a Carlo Francesco de Stainville l'8 gennaio 1688, ma ciò fu invalidato dal Parlamento di Parigi su richiesta degli eredi collaterali di Maria: tra questi Edoardo di Pfalz-Simmern, conte Palatino, e sua figlia Anna, che era una pro-pronipote di Carlo di Guisa, duca di Mayenne. Il titolo di duca di Guisa dunque passò a Enrico III Giulio di Borbone-Condé, marito di Anna di Pfalz-Simmern. Il titolo di duca di Joyeuse passò invece a suo cugino Carlo Francesco di Lorena, mentre quello di principessa di Joinville a Anna Maria Luisa d'Orléans, cugina di Luigi XIV e sorellastra di Madame de Guise.

## Ascendenza
|                                       |                             |                                        | Genitori                                 |  |  | Nonni |  |  | Bisnonni                |  |  | Trisnonni              |  |
|                                       |                             |                                        |                                          |  |  |       |  |  | 8. Francesco I di Guisa |  |  | 16. Claudio I di Guisa |  |
|                                       |                             |                                        |                                          |  |  |       |  |  | 8. Francesco I di Guisa |  |  | 16. Claudio I di Guisa |  |
|                                       |                             | 17. Antonia di Borbone-Vendôme         |                                          |  |  |       |  |  | 8. Francesco I di Guisa |  |  |                        |  |
| 4. Enrico di Guisa                    |                             |                                        |                                          |  |  |       |  |  | 8. Francesco I di Guisa |  |  |                        |  |
|                                       |                             | 9. Anna d'Este                         | 18. Ercole II d'Este                     |  |  |       |  |  |                         |  |  |                        |  |
|                                       |                             | 9. Anna d'Este                         | 18. Ercole II d'Este                     |  |  |       |  |  |                         |  |  |                        |  |
|                                       |                             | 9. Anna d'Este                         | 19. Renata di Francia                    |  |  |       |  |  |                         |  |  |                        |  |
| 2. Carlo I di Guisa                   |                             | 9. Anna d'Este                         |                                          |  |  |       |  |  |                         |  |  |                        |  |
|                                       |                             | 10. Francesco I di Nevers              | 20. Carlo II di Cleves Nevers            |  |  |       |  |  |                         |  |  |                        |  |
|                                       |                             | 10. Francesco I di Nevers              | 20. Carlo II di Cleves Nevers            |  |  |       |  |  |                         |  |  |                        |  |
|                                       |                             | 10. Francesco I di Nevers              | 21. Maria di Albret                      |  |  |       |  |  |                         |  |  |                        |  |
| 5. Caterina di Clèves                 |                             | 10. Francesco I di Nevers              |                                          |  |  |       |  |  |                         |  |  |                        |  |
|                                       |                             | 11. Margherita di Vendôme              | 22. Carlo IV di Borbone-Vendôme          |  |  |       |  |  |                         |  |  |                        |  |
|                                       |                             | 11. Margherita di Vendôme              | 22. Carlo IV di Borbone-Vendôme          |  |  |       |  |  |                         |  |  |                        |  |
|                                       |                             | 11. Margherita di Vendôme              | 23. Francesca d'Alençon                  |  |  |       |  |  |                         |  |  |                        |  |
| 1. Maria I di Guisa                   |                             | 11. Margherita di Vendôme              |                                          |  |  |       |  |  |                         |  |  |                        |  |
|                                       | 12. Guglielmo II di Joyeuse | 24. Giovanni de Joyeuse                |                                          |  |  |       |  |  |                         |  |  |                        |  |
|                                       | 12. Guglielmo II di Joyeuse | 24. Giovanni de Joyeuse                |                                          |  |  |       |  |  |                         |  |  |                        |  |
|                                       | 12. Guglielmo II di Joyeuse | 25. Francesca de Voisins               |                                          |  |  |       |  |  |                         |  |  |                        |  |
| 6. Enrico di Joyeuse                  | 12. Guglielmo II di Joyeuse |                                        |                                          |  |  |       |  |  |                         |  |  |                        |  |
|                                       |                             | 13. Maria de Batarnay du Bouchage      | 26. Renato de Batarnay du Bouchage       |  |  |       |  |  |                         |  |  |                        |  |
|                                       |                             | 13. Maria de Batarnay du Bouchage      | 26. Renato de Batarnay du Bouchage       |  |  |       |  |  |                         |  |  |                        |  |
|                                       |                             | 13. Maria de Batarnay du Bouchage      | 27. Isabella di Savoia                   |  |  |       |  |  |                         |  |  |                        |  |
| 3. Enrichetta Caterina di Joyeuse     |                             | 13. Maria de Batarnay du Bouchage      |                                          |  |  |       |  |  |                         |  |  |                        |  |
|                                       |                             | 14. Giovanni de Nogaret de la Vallette | 28. Pietro de Nogaret de la Vallette     |  |  |       |  |  |                         |  |  |                        |  |
|                                       |                             | 14. Giovanni de Nogaret de la Vallette | 28. Pietro de Nogaret de la Vallette     |  |  |       |  |  |                         |  |  |                        |  |
|                                       |                             | 14. Giovanni de Nogaret de la Vallette | 29. Margherita de l'Isle de Saint-Aignan |  |  |       |  |  |                         |  |  |                        |  |
| 7. Caterina de Nogaret de la Vallette |                             | 14. Giovanni de Nogaret de la Vallette |                                          |  |  |       |  |  |                         |  |  |                        |  |
|                                       |                             | 15. Giovanna de Saint Lary             | 30. Peroton de Saint Lary                |  |  |       |  |  |                         |  |  |                        |  |
|                                       |                             | 15. Giovanna de Saint Lary             | 30. Peroton de Saint Lary                |  |  |       |  |  |                         |  |  |                        |  |
|                                       |                             | 15. Giovanna de Saint Lary             | 31. Margherita d'Orbessan                |  |  |       |  |  |                         |  |  |                        |  |
|                                       |                             | 15. Giovanna de Saint Lary             |                                          |  |  |       |  |  |                         |  |  |                        |  |